# LW2 (Paralympics)
LW2 ist eine Startklasse für Sportler im paralympischen Wintersport für Sportler im Ski Alpin, Ski Nordisch und im Biathlon. Die Zugehörigkeit von Sportlern zur Startklasse ist wie folgt skizziert:
Skisportler der Klasse LW2 haben Behinderungen einer unteren Extremität einschließlich des Beckens. Eines
der folgenden Minimumkriterien muss erfüllt sein:
- Verlust einer unteren Extremität auf Höhe des Kniegelenkes oder darüber – oder
- aufgehobene Beweglichkeit im Kniegelenk und/oder Hüftgelenk – oder
- Kraftverlust von Muskelgruppen, auch mit Teilverlust der Knieflexion/Extension – oder
- einseitige Beinlängenverkürzung (nicht länger als der Femurknochen der nicht betroffenen Gegenseite).

Es gilt:
- der Athlet / die Athletin benutzt Prothesen und zwei Ski und zwei Stöcke.

Die Klasseneinteilung kennzeichnet den wettbewerbsrelevanten Grad der funktionellen Behinderung eines Sportlers. Sportler in den Klassen LW1-LW9 starten stehend. Sportler in den Klassen LW1-LW4 (Beinbehinderung) können sich in die Sitzklasse LW12 umklassieren lassen.